# Black Cobra (film)
Pour les articles homonymes, voir Black Cobra.
Série Black Cobra
Black Cobra 2
(1989)
Pour plus de détails, voir Fiche technique et Distribution.
Black Cobra est un film d'action et de blaxploitation américano-italien de Stelvio Massi, sorti en 1987.
C'est le premier d'une série de quatre films mettant en scène le détective Robert Malone.

## Synopsis
À Chicago, la belle photographe Elys Trumbo est témoin d'un meurtre commis par Black Cobra, le chef d'une bande de motards. C'est le détective Malone qui est chargé de protéger la témoin. Alors que le gang utilise tous les moyens pour réduire Trumbo au silence, le dur-à-cuire Malone tient le coup.

## Fiche technique
Sauf indication contraire, les informations mentionnées dans cette section peuvent être confirmées par la base de données cinématographiques IMDb,  présente dans la section « Liens externes ».
- Titre français : Black Cobra[1]
- Titre original italien : Cobra nero ou The Black Cobra[2]
- Titre original anglais : The Black Cobra
- Réalisation : Stelvio Massi
- Assistant-réalisateur : Danilo Massi (it)
- Scénario : Danilo Massi (it)
- Photographie : Giancarlo Ferrando (it)
- Montage : Alessandro Lucidi
- Effets spéciaux : Paolo Ricci
- Musique : Paolo Rustichelli, Detto Mariano
- Décors : Francesco Cuppini
- Costumes : Luciana Marinucci
- Sociétés de production : Immagine S.r.l.
- Pays de production :  Italie -  États-Unis
- Langue originale : anglais
- Format : Couleurs par Telecolor - 1,66:1 - Son Dolby - 35 mm
- Genre : Action
- Durée : 96 minutes[2]
- Date de sortie :
  - Allemagne de l'Ouest : 25 octobre 1987 (Vidéo)
  - Italie : 18 décembre 1987[1]

## Distribution
- Fred Williamson : Détective Robert Malone
- Eva Grimaldi : Elys Trumbo
- Bruno Bilotta (sous le nom de « Karl Landgren ») : Black Cobra
- Maurice Poli : Max Walker
- Sabrina Siani : La fille de Walker
- Vassili Karis : Le collègue de Malone
- Aldo Mengolini : L'homme politique
- Sabina Gaddi : L'infirmière
- Laura Lancia : La copine de Kazinski
- Gaetano Russo (sous le nom de « Ronald Russo ») : Alan